# Marc Pugh
Marc Anthony Pugh (ur. 2 kwietnia 1987 w Bacup) – angielski piłkarz występujący na pozycji pomocnika w A.F.C. Bournemouth.